# Acalypha scandens
Acalypha scandens är en törelväxtart som beskrevs av George Bentham. Acalypha scandens ingår i släktet akalyfor, och familjen törelväxter. Inga underarter finns listade i Catalogue of Life.